# François Merlet
Pour les articles homonymes, voir Merlet.
François Merlet est un réalisateur français né le 17 mai 1951 à Bougival.

## Biographie
Comédien de formation, François Merlet a réalisé un long métrage, Glamour, sorti en 1985 : ce film fut un échec commercial.

## Filmographie
- 1985 :  Glamour